# كايو مونتيرو
كايو مونتيرو (بالبرتغالية: Caio Monteiro‏) هو لاعب كرة قدم برازيلي في مركز الهجوم، ولد في 10 فبراير 1997 في ريو دي جانيرو في البرازيل. لعب مع نادي فاسكو دا غاما.

## وصلات خارجية
- كايو مونتيرو على موقع قاعدة بيانات كرة القدم.إي يو (الإنجليزية)
- كايو مونتيرو على موقع Soccerway.com (الإنجليزية)